# SN 2012T
SN 2012T – supernowa typu Ia pec, odkryta 26 stycznia 2012 roku w galaktyce NGC 5421. W momencie odkrycia miała maksymalną jasność 17,4m.